# Exactions lors de la crise anglophone au Cameroun
Depuis 2017, lors de la crise anglophone au Cameroun, de nombreuses exactions sont commises ou attribuées à la fois à l'armée camerounaise, à des groupes armés peuls et à des groupes séparatistes. Ces violences entraînent de nombreuses victimes civiles et causent des dégâts matériels. Depuis cette date, ce conflit a fait 6 500 morts et plus 700 000 déplacés dont 63 800 personnes qui ont fui de l'autre côté de la frontière, au Nigeria.

## Par l'armée camerounaise
Dans un rapport publié le 19 juillet 2018, Human Rights Watch (HRW) expose que les exactions des forces armées camerounaises comprennent des exécutions extrajudiciaires, un usage excessif de la force et l'utilisation injustifiée d'armes à feu contre des manifestants, la torture et les mauvais traitements infligés à des membres présumés de groupes séparatistes en détention, ainsi que l’incendie de maisons et de propriétés dans plusieurs villages. Cette approche s'assimile à une politique de la terre brûlée. L'ONG évalue un total de 131 villages et identifier plusieurs centaines de structures montrant des signes de destruction dues à des incendies criminels dans 20 localités de la région du Sud-Ouest. HRW recueille également le témoignage de témoins provenant des villages de Kwakwa, Kombone, Bole, Wone et Mongo Ndor qui rapportent avoir vu l'armée entrer dans leurs villages avant d’avoir fui pour leur propre sécurité. Selon ces mêmes témoins, quatre femmes âgées sont abandonnées pendant les opérations militaires et y auraient été brûlées vives dans leurs maisons. L'armée aurait abattu plusieurs autres personnes dans les villages de Kwakwa, Wone, Bole et Belo dans la région du Nord-Ouest, dont sept personnes présentant des déficiences intellectuelles ou des troubles du développement qui avaient eu des difficultés à fuir. 
Le 25 février 2020, HRW accuse les forces gouvernementales et une milice peule alliée d'avoir perpétré le meurtre d’une vingtaine de civils, dont 13 enfants dans le village de Ntumbaw de la région du Nord-Ouest. L'armée a démenti dès les premiers jours, assurant qu’il s’agissait des conséquences d’un « malheureux accident », l’explosion de conteneurs de carburant consécutive à des échanges de tirs entre soldats et rebelles séparatistes et n’a évoqué la mort que de 5 civils. Dans son rapport, HRW cite des témoignages évoquant des meurtres commis par 10 à 15 « militaires du Bataillon d'intervention rapide (BIR), unité d’élite de l’armée camerounaise, et au moins 30 Peuls armés » qui « ont incendié cinq maisons, pillé de nombreux autres biens et passé à tabac des habitants ». Le 21 avril 2020, à l’issue d’une enquête menée conjointement par des responsables de l’armée camerounaise et des observateurs indépendants, l’implication de l'armée dans ce massacre a été reconnue par les autorités camerounaises. Le 1er mars 2020, selon un rapport de Human Rights Watch, des soldats camerounais violent 20 femmes, tuent un homme, brûlent et pillent des maisons à Ebam, dans la région du Sud-Ouest. 36 personnes sont emmenées dans un camp militaire, où nombre d'entre elles sont sévèrement battues et torturées. Une personne meurt en captivité. Les autres sont libérées entre le 4 et le 6 mars, après que leurs familles ont versé de l'argent.
Le 4 février 2021, HRW affirme dans un rapport que des soldats de l’armée camerounaise ont tué au moins neuf civils à Mautu dans la région du Sud-Ouest en janvier de la même année. Dans leur rapport, HRW affirme que des témoins ont déclaré qu’une « cinquantaine de soldats, dont des membres du BIM, sont entrés à pied à Mautu le 10 janvier vers 14 heures et ont commencé à tirer sans discernement alors que les gens prenaient la fuite » et que « les soldats ont tué neuf personnes, dont une femme âgée de 50 ans et une fille de six ans, et qu’ils se sont rendus d’un domicile à un autre à la recherche de combattants séparatistes et d’armes, menaçant les habitants et pillant leurs biens ».
Le 11 août 2022, HRW affirme dans un rapport que des soldats du 53e Bataillon d'infanterie motorisée (BIM) ont tué neuf personnes, dont quatre femmes et une fillette de 18 mois, dans le village de Missong dans la région du Nord-Ouest, lors d'une « opération de représailles contre une communauté soupçonnée d'abriter des combattants séparatistes ». Quelques jours après la publication du rapport de HRW, le porte-parole de l'armée camerounaise Cyrille Serge Atonfack Guemo a publié une enquête fédérale sur l'action. La déclaration a révélé que les soldats étaient à la recherche d'un soldat disparu lorsqu'ils ont été confrontés à un groupe de résidents en colère. Selon une enquête gouvernementale, les soldats ont répondu de manière « inappropriée » et « manifestement disproportionnée » en tuant quatre hommes, quatre femmes et une fillette de 18 mois. Un enfant d'un an a été légèrement blessé et transféré à l'hôpital.

## Par des groupes armés peuls
D’après les rapports du Bureau de la coordination des affaires humanitaires (OCHA), entre le 30 janvier et le 7 juillet 2020, environ 200 membres des comités de vigilance peuls ont tué cinq personnes et incendié 600 maisons provoquant la fuite d'au moins 4 500 personnes des villages de Koshin, Fangs et Bu-U, dans la région du Nord-Ouest. Le 28 juillet 2021, Amnesty International accuse les groupes armés peuls, d'avoir perpétré de multiples et graves exactions.

## Par des groupes séparatistes

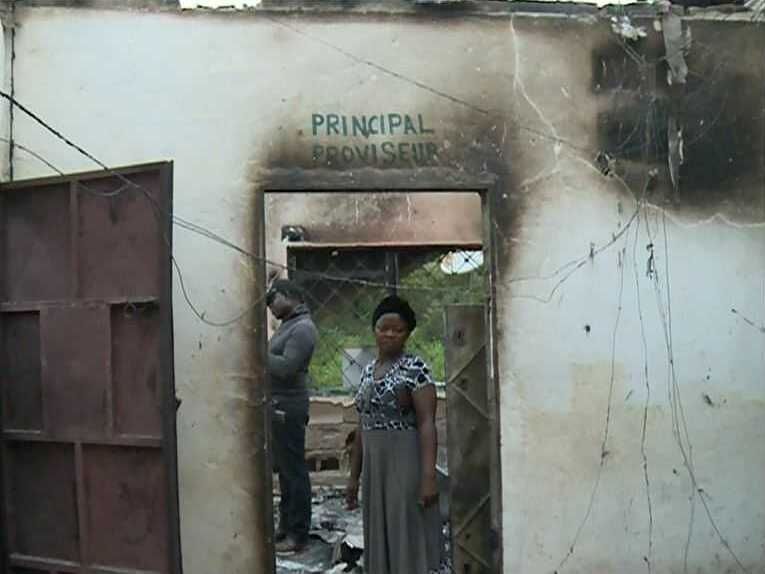
Un lycée bilingue incendié à Fontem.

Entre février 2017 et mai 2018, au moins 42 écoles sont visées. Certains séparatistes considèrent les écoles comme des cibles légitimes car le français y est enseigné comme matière obligatoire. Dans leurs efforts pour rendre les régions anglophones ingouvernables, les séparatistes mutilent des employés de sociétés d'État. Des enlèvements contre rançon ont également lieu fréquemment.
Dans un rapport publié le 19 juillet 2018, HRW expose que les exactions des séparatistes comprennent des menaces envers des enseignants et des parents d'élèves, des attaques contre des écoles, tout comme des meurtres, des enlèvements et des extorsions à l’encontre de civils ou de fonctionnaires de l’État. En octobre 2018, cinq incidents de ce type sont signalés, bien que ces attaques ne sont pour la plupart pas mortelles ; un décès de civil est attribué à une attaque des Forces de défense de l'Ambazonie (FDA), l'un des principaux groupes séparatistes dans les régions anglophones. D'autres groupes séparatistes attaquent des civils 25 fois dans le même laps de temps, et sont responsables de 13 décès de civils. Les séparatistes sont également accusés d'utiliser des écoles et des églises comme casernes militaires.
Dans la nuit du 30 au 31 mai 2019, selon un rapport d'Amnesty International, une centaine de séparatistes, armés de fusils et de couteaux, attaquent le camp de réinstallation d’Upkwa, près du lac Nyos, incendiant des dizaines d’habitations appartenant à des Mbororos et massacrant du bétail. En juillet 2019, le gouvernement camerounais accuse les séparatistes d'occuper plus de 50 écoles.
Le 16 février 2020, d'après des témoignages, des documents et des images satellites examinés par Amnesty International, les séparatistes armés attaquent une communauté Mbororo, dans la localité de Mbem. Quatre membres d’une même famille, âgés de 15 à 80 ans, sont tués, et trois autres sont blessés, dont deux femmes âgées. Ces dernières essuient des rafales de tirs, les blessant alors au front, aux jambes et aux cuisses. En outre, les assaillants mettent le feu à 30 maisons et à la mosquée, et pillent des biens, dont des motos.
Le 27 juin 2022, HRW signale que les séparatistes, tuent et blessent des personnes, violent une fille et commettent d'autres graves violations des droits de l'homme dans les régions du Nord-Ouest et du Sud-Ouest du Cameroun. Les séparatistes brûlent également des écoles, attaquent des universités et kidnappent jusqu'à 82 personnes.

### Liste chronologique des exactions

#### 2018
| Nom                           | Date            | Description |
| ----------------------------- | --------------- | --- |
| Enlèvement d'élèves à Bamenda | 5 novembre 2018 | 82 personnes dont 79 élèves sont enlevés par des hommes armés avant d'être libérés deux jours après,. Les personnes enlevées affirment que les ravisseurs étaient des séparatistes. |

#### 2019
| Nom | Date              | Description                                                           |
| --- | ----------------- | --------------------------------------------------------------------- |
| -   | 29 septembre 2019 | Une gardienne à la prison centrale de Bamenda est décapitée à Pinyin. |

#### 2020
| Nom               | Date            | Description |
| ----------------- | --------------- | --- |
| -                 | 11 août 2020    | Une femme est ligotée puis tuée à coups de machette dans la localité de Muyuka. Un responsable local et une ONG en attribuent la responsabilité aux séparatistes.            |
| Massacre de Kumba | 24 octobre 2020 | Au moins huit enfants sont tués et une dizaine d'autres sont blessés dans l'attaque d'une école de la ville. Le gouvernement en attribue la responsabilité aux séparatistes. |

#### 2021
| Nom                    | Date             | Description |
| ---------------------- | ---------------- | --- |
| Massacre d'Ekondo-Titi | 24 novembre 2021 | Au moins trois élèves et une enseignante de français sont tués dans l'attaque d'une école de la ville. Les autorités et les témoins accusent les séparatistes,. |

#### 2022
| Nom                    | Date         | Description |
| ---------------------- | ------------ | --- |
| Attentat d'Ekondo-Titi | 2 mars 2022  | Sept personnes sont tuées, dont le sous-préfet, le maire de la commune d'Ekondo-Titi et un responsable local du Rassemblement démocratique du peuple camerounais (RDPC), le parti au pouvoir dans un attentat revendiqué par les séparatistes,. |
| Massacre d'Obonyi II   | 29 mai 2022  | 24 civils sont tués et une soixantaine sont blessées par des hommes armés dans le village d'Obonyi II. Les autorités locales accusent les séparatistes.                                                                                         |
| Massacre d'Akwaya      | 25 juin 2022 | 32 civils sont tués dans le village de Ballin dans la commune d'Akwaya par des hommes armés. Les autorités accusent les séparatistes. |

#### 2023
| Nom                                | Date             | Description |
| ---------------------------------- | ---------------- | --- |
| -                                  | 10 février 2023  | Cinq employés de la Cameroon Development Corporation (CDC) sont tués à Tiko. Le dirigeant séparatiste Capo Daniel revendique l'attaque dans une vidéo publiée sur Facebook, où il déclare que « Le Cameroun ne continuera pas d'exploiter les ressources de l'Ambazonie ». |
| -                                  | 20 février 2023  | Une femme est décapitée à Bali Nyonga par des séparatistes armés présumés, qui l’accusaient d’être une informatrice à la solde des autorités. |
| Attentats de la Course de l'espoir | 25 février 2023  | Trois explosions surviennent lors de la 28e édition de la Course de l'espoir dans la ville de Buéa, elles font 1 mort et plusieurs dizaines de blessés. Les attaques sont revendiqués par les FDA,.                                                                        |
| Enlèvement de femmes à Kedjom Keku | 20 mai 2023      | Une trentaine de femmes sont enlevées par des séparatistes dans la localité de Kedjom Keku avant d'être libérées trois jours plus tard,. |
| Massacre de Bamenda                | 16 juillet 2023  | Selon le ministère de la Défense, dix civils sont tués par des rebelles séparatistes. |
| -                                  | 4 octobre 2023   | Deux villageois sont exécutés en public dans le village de Guzang par des rebelles séparatistes les accusant « de collaboration avec l'armée ». |
| Massacre d'Egbekaw                 | 6 novembre 2023  | Selon le gouvernement, une vingtaine de personnes, dont des femmes et des enfants sont tuées dans le village d'Egbekaw par des séparatistes. |
| Massacre de Bamenyam               | 21 novembre 2023 | Neuf personnes sont tuées à Bamenyam dans une attaque attribuée aux séparatistes. |
| -                                  | 12 décembre 2023 | Des séparatistes attaquent un lycée à Esu et enlèvent huit élèves et deux membres du personnel. À la suite de l'intervention de l'armée, les lycéens sont libérés le jour même, tandis que les deux membres du personnel, sont toujours portés disparus.                   |

#### 2024
| Nom                | Date                               | Description |
| ------------------ | ---------------------------------- | --- |
| Attentat de Nkambé | 11 février 2024                    | Un attentat à la bombe est perpétré lors de la Fête de la Jeunesse à Nkambé, tuant une personne et en blessant plusieurs autres, dont des enfants. Les autorités accusent les séparatistes. |
| -                  | Dans la nuit du 22 au 23 mars 2024 | Un élu local est tué par balle à Babessi dans une attaque revendiquée par des séparatistes. |
| -                  | 26 octobre 2024                    | À la suite d'une projection publique d'un documentaire sur le président Paul Biya organisée par le parti au pouvoir, deux habitants sont abattus et une élue municipale est enlevée et assassinée par des hommes armés non identifiés à Bamenda. Son corps est retrouvé dans un quartier de la ville deux jours après. |